# Linden (Michigan)
Pour les articles homonymes, voir Linden.
Linden est une ville du comté de Genesee, dans l'État du Michigan, aux États-Unis. En 2020, sa population était de 4 142 habitants.